# Óscar Tena García
Óscar Tena García (n. Valencia, Comunidad Valenciana, España, 14 de septiembre de 1970) es un político español. Tiene una diplomatura en Turismo. Miembro del Partido Socialista del País Valenciano (PSPV-PSOE). De junio de 2003 a mayo de 2019, ejerció como alcalde de Villafranca del Cid.

## Biografía
Nacido en la ciudad de Valencia, el día 14 de septiembre de 1970.
Es Diplomado en Turismo por la Universidad de Alicante.
Tras finalizar sus estudios superiores, empezó a trabajar como gerente de una empresa turística.
En el mundo de la política, es miembro desde hace años del Partido Socialista del País Valenciano (PSPV-PSOE).
Se inició como asesor del Grupo Socialista de la Diputación Provincial de Castellón.
Tras las Elecciones municipales de España de 2003, fue elegido como nuevo Alcalde del municipio valenciano de Villafranca del Cid, cargo que ocupa desde el día 14 de junio de ese año hasta la actualidad.
También en esa época ha sido Presidente de la Mancomunidad Comarcal Els Ports, hasta 2009 que pasó a ser diputado provincial en la diputación castellonense y al mismo tiempo durante el XI Congreso del PSPV-PSOE en 2008 fue nombrado por el entonces Secretario General Jorge Alarte, como Presidente del partido autonómico. Fue sucedido en la presidencia el 1 de abril de 2012, por Teresa Sempere Jaén.
En las Elecciones de la Generalitat Valenciana de 2011, se presentó en las listas por la circunscripción electoral de Castellón, logrando finalmente un escaño en las Cortes Valencianas.
Como diputado, ha sido miembro de diferentes Comisiones parlamentarias:
- Comisión de Coordinación, Organización y Régimen de las Instituciones de la Generalitat.
- Comisión de Medio Ambiente, Agua y Ordenación del Territorio.
- Comisión de Medio Ambiente.
- Comisión de Gobernación y Administración Local.

Posteriormente el 31 de marzo de 2015, renunció a su escaño y actualmente se dedica por completo a la alcaldía de Villafranca del Cid y al partido.